# Perseu allibera Andròmeda
Perseu allibera Andròmeda és una pintura de l'artista neerlandès Peter Paul Rubens, realitzada l'any 1607. Es conserva a la Gemäldegalerie (Berlín), Alemanya. L'escena és similar a un altre Perseu allibera Andròmeda de Rubens actualment al museu de l'Ermitage de Sant Petersburg. Representa Perseu, l'heroi de la mitologia grega, en l'acte de l'alliberament d'Andròmeda, després de derrotar el monstre marí que la mantenia presonera. Perseu, que portava casc, cuirassa i mantell, està acompanyat per dos putti, i un d'ells l'està ajudant a deslligar les cordes que subjecten Andròmeda a la roca. A l'esquerra, dos putti estan jugant amb Pegàs, el cavall alat de Perseu. La pintura va pertànyer a la col·lecció de M. Pasquier, a Rouen, i va ser subhastat el 1755 a París. En el segle xviii va entrar a formar part de la col·lecció de Frederic II de Prússia i, el 1830, es va convertir en part de la col·lecció del museu berlinès.